# IC 2951
IC 2951 ist eine Spiralgalaxie mit ausgedehnten Sternentstehungsgebieten vom Hubble-Typ Sa im Sternbild Löwe an der Ekliptik. Sie ist schätzungsweise 270 Mio. Lichtjahre von der Milchstraße entfernt, hat einen Durchmesser von etwa 110.000 Lj und ist ein Mitglied des Leo-Galaxienhaufens Abell 1367. 

Im selben Himmelsareal befinden sich u. a. die Galaxien NGC 3837, NGC 3841, NGC 3842, NGC 3845.
Das Objekt wurde am 5. März 1897 von Friedrich Bidschof entdeckt.